# Stojan Kitov
Stojan Kitov, traslitterato anche come Stoyan Kitov (27 agosto 1938), è un ex calciatore bulgaro, di ruolo centrocampista.